# Dan Malloy

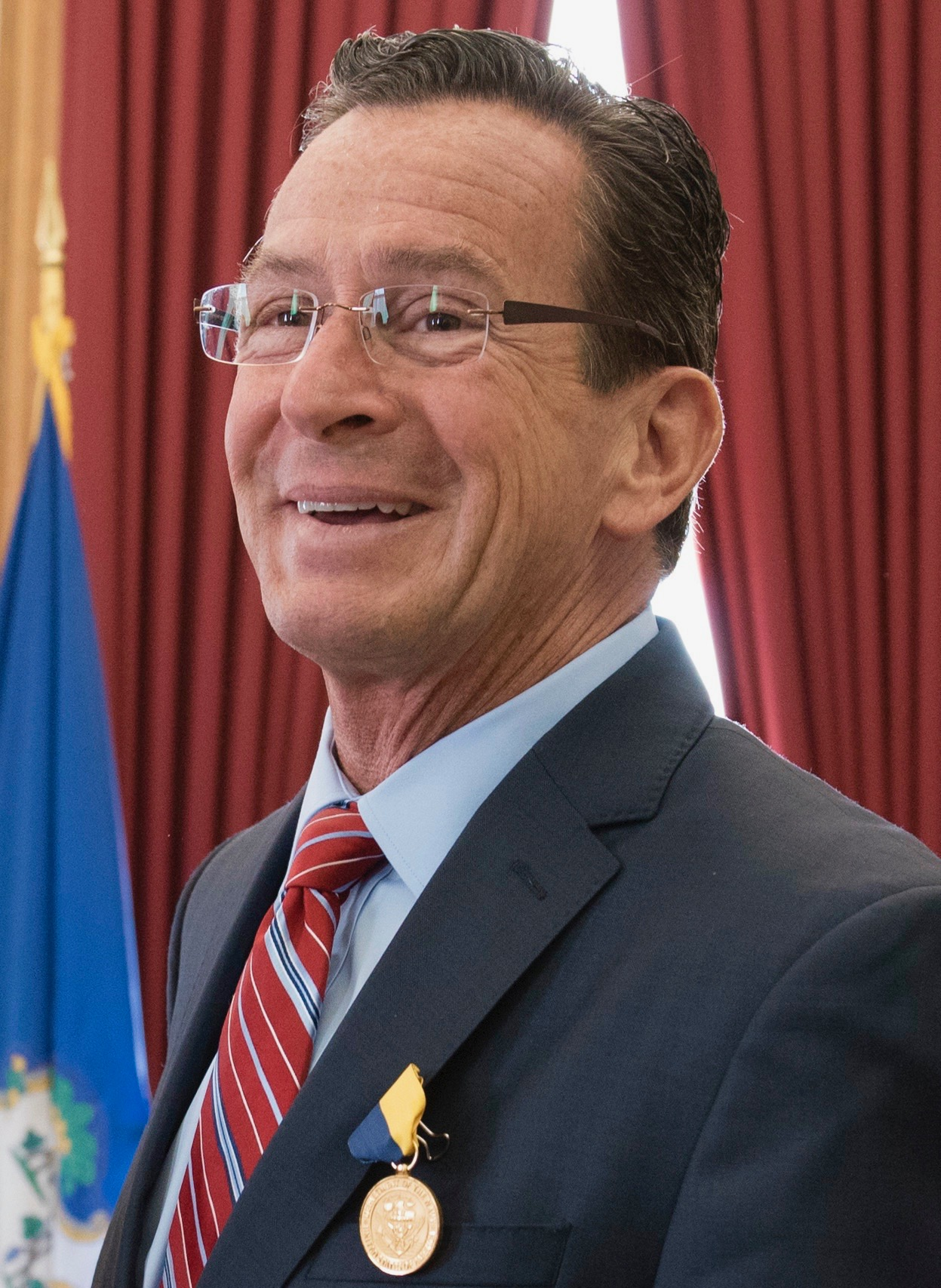
Dan Malloy.

Dannel Patrick Malloy (nascido em 21 de julho de 1955) é um político norte-americano membro do Partido Democrata, que foi governador de Connecticut.
Malloy foi por durante 14 anos prefeito Stamford, entre 1995 a 2009, foi eleito em 2 de novembro de 2010 governador do Connecticut com 6.404 votos de diferença derrotando o republicano Tom Foley, assumiu em 5 de janeiro de 2011 sucendendo a governadora Mary Jodi Rell.